# Condado de Wichita (Texas)
O Condado de Wichita é um dos 254 condados do estado norte-americano do Texas. A sede do condado é Wichita Falls, e sua maior cidade é Wichita Falls.
O condado possui uma área de 1 639 km² (dos quais 14 km² estão cobertos por água), uma população de 131 664 habitantes, e uma densidade populacional de 81 hab/km² (segundo o censo nacional de 2000).
O condado foi criado em 1858.